# Салатіу
Салатіу (рум. Salatiu) — село у повіті Клуж в Румунії. Входить до складу комуни Мінтіу-Герлій.
Село розташоване на відстані 340 км на північний захід від Бухареста, 43 км на північний схід від Клуж-Напоки.

## Населення
За даними перепису населення 2002 року у селі проживали 268 осіб.
Національний склад населення села:
| Національність | Кількість осіб | Відсоток |
| -------------- | -------------- | -------- |
| румуни         | 228            | 85,1%    |
| цигани         | 32             | 11,9%    |
| угорці         | 8              | 3,0%     |

Рідною мовою назвали:
| Мова      | Кількість осіб | Відсоток |
| --------- | -------------- | -------- |
| румунська | 245            | 91,4%    |
| циганська | 15             | 5,6%     |
| угорська  | 8              | 3,0%     |